# Pétrole (roman)
Pétrole (en italien Petrolio) est un roman de Pier Paolo Pasolini inachevé et paru posthume en 1992.
Des théories suggèrent que la mort de Pier Paolo Pasolini serait liée à son roman Pétrole, où il dévoile les coulisses de la mort de l'industriel Enrico Mattei, qui aurait pu être assassiné sur l'ordre de son successeur Eugenio Cefis, dans le contexte de la stratégie de la tension, qui aurait pu favoriser par les affrontements entre extrême gauche et extrême droite l'avènement d'une dictature (ce que Pasolini aurait raconté dans le chapitre « Lumières sur l'ENI » du roman qui, s'il a été écrit, n'a jamais été retrouvé).

## Écriture et publication du roman
Le roman qu'écrivait Pasolini lors de sa mort a été publié inachevé, un chapitre « Lumières sur l'ENI » aurait été volé au poète par ses assassins.
Le 2 mars 2010, le sénateur Marcello Dell’Utri, un proche de Silvio Berlusconi, déclare aux médias qu’un homme l’a contacté pour lui vendre le chapitre manquant de Pétrole, mais l'homme disparaît.